# Цодорети
Цодорети (груз. წოდორეთი) — село Мцхетского муниципалитета, края Мцхета-Мтианети республики Грузия с преимущественно азербайджанским населением. Находится на юго-востоке Грузии, на территории исторической области Шида-Картли.

## География
Село расположено на восточном склоне Триалетского горного хребта, в 30 км к северо-востоку от районного центра Мцхета, на высоте 900 метров над уровнем моря.
Граничит с городом Тбилиси, селами Лиси, Мухатцкаро, Мсхалдиди, Напетвреби, Тхинвали, Агараки, Дзвели-Ведзиси, Теловани, Дидгори, Дигоми, Беврети и Нахширгора Мцхетского Муниципалитета.

## Население
По данным Государственного статистического комитета Грузии, согласно официальной переписи 2014 года, численность населения села Цодорети составляет 323 человек, из которых 80,5 % составляют азербайджанцы, 19,2 % грузины.
Первая перепись населения в селе была проведена в 1926 году и была равна 101 жителю в 28 семьях.

## Экономика
Население в основном занимается сельским хозяйством, овцеводством, скотоводством и овощеводством.

## Достопримечательности
- Средняя школа